# Cantó de Carhaix-Plouguer
El cantó de Carhaix-Plouguer (bretó Kanton Karaez-Plougêr) és una divisió administrativa francesa situat al departament de Finisterre a la regió de Bretanya.

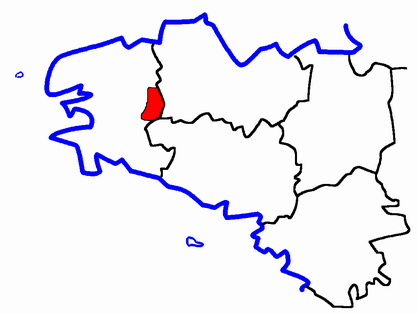
Situació del cantó

## Composició
El cantó aplega 8 comunes :
| Nom bretó       | Nom francès      | Nom gal·ló |
| Karaez-Plougêr  | Carhaix-Plouguer | ---        |
| Kledenn-Poc'hêr | Cléden-Poher     | ---        |
| Kerglof         | Kergloff         | ---        |
| Motrev          | Motreff          | ---        |
| Poullaouen      | Poullaouen       | ---        |
| Plonevell       | Plounévézel      | ---        |
| Sant-Hern       | Saint-Hernin     | ---        |
| Speied          | Spézet           | ---        |

## Història
| Data d'elecció                           | Identitat       | Partit | Qualitat |
| ---------------------------------------- | --------------- | ------ | -------- |
| 2004-                                    | Richard Ferrand | PS     |          |
| les dades anteriors no són pas conegudes |                 |        |          |
|                                          |                 |        |          |